# محاصره سیراکوز
محاصره سیراکوز توسط جمهوری روم طی سالهای ۲۱۴ تا ۲۱۲ پیش از میلاد بوقوع پیوست که در نتیجه آن این شهر یونانی متعلق به مگنا گراسیا (یونان بزرگ) سقوط کرد. در طی محاصره، این شهر توسط سلاح‌هایی که بدست ارشمیدس ساخته شده بود محافظت می‌شد. در پایان محاصره ارشمیدس بدست یکی از سربازان رومی کشته شد، اگرچه توسط ژنرال مارسلیوس دستورهایی مبنی بر زنده گذاشتن او داده شده بود.
پس از اشغال سیراکوز توسط روم، کل جزیره سیسیل به‌دست روم افتاد، که خود دروازه ورود روم به آفریقا و پیروزی نهایی بر حکومت کارتاژ در آفریقا بود.

## نگارخانه

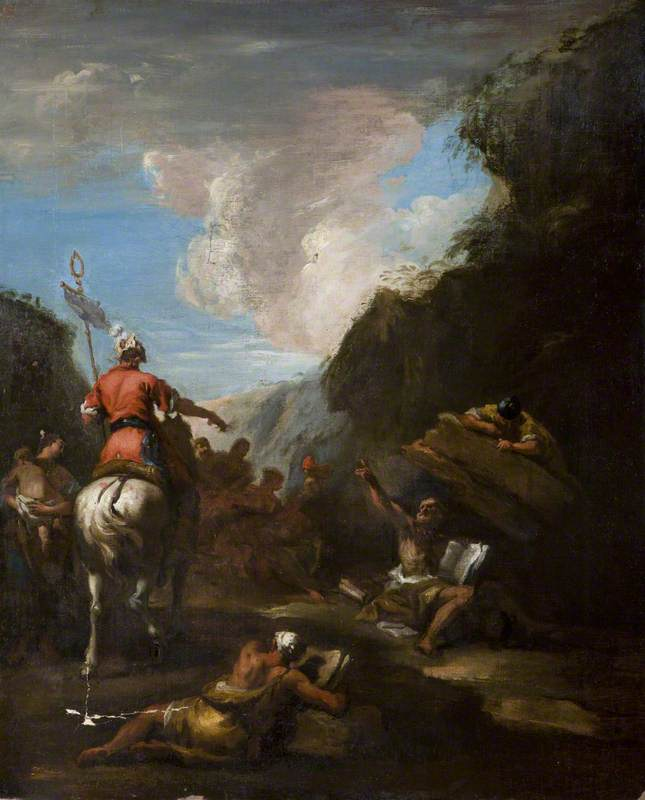
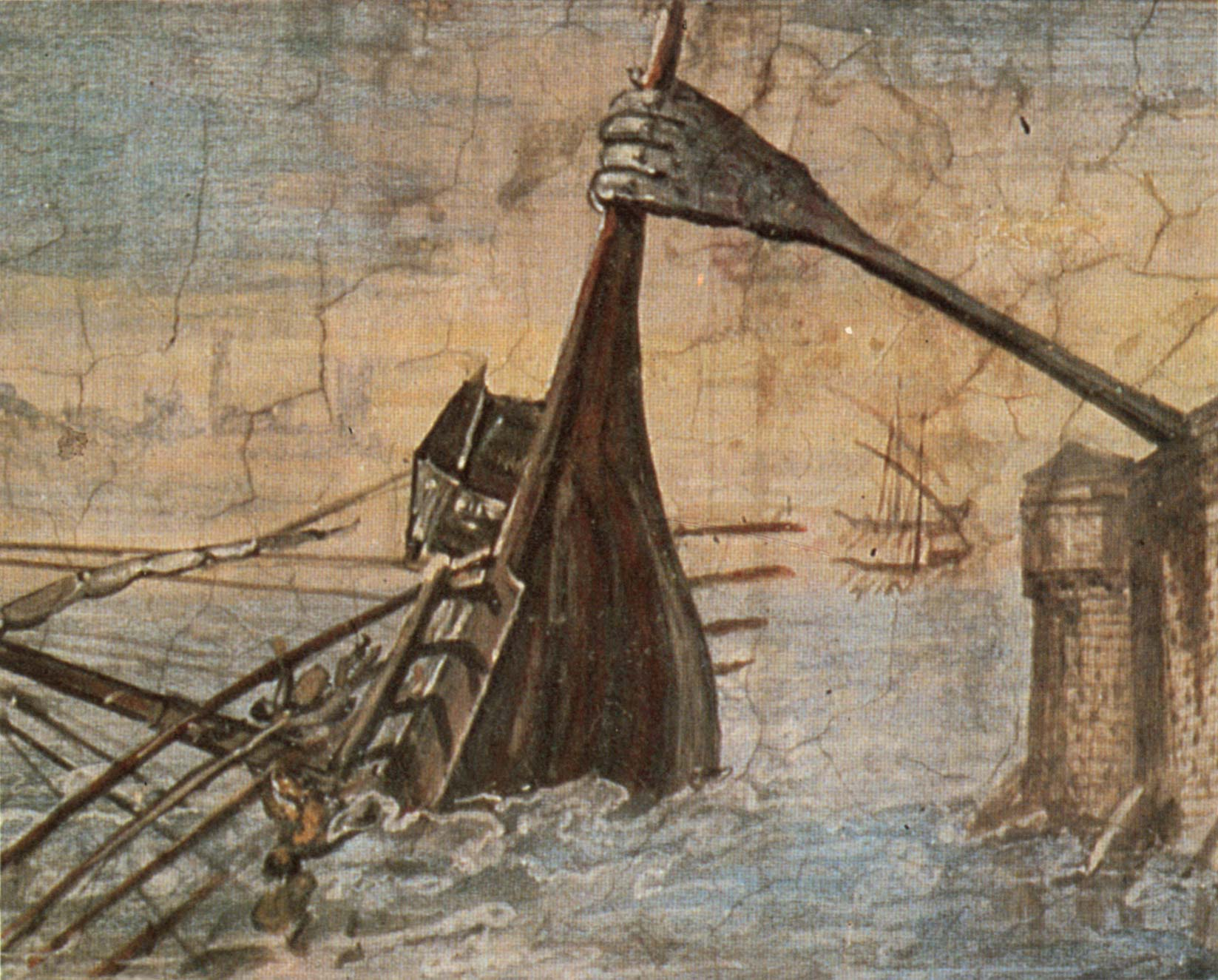
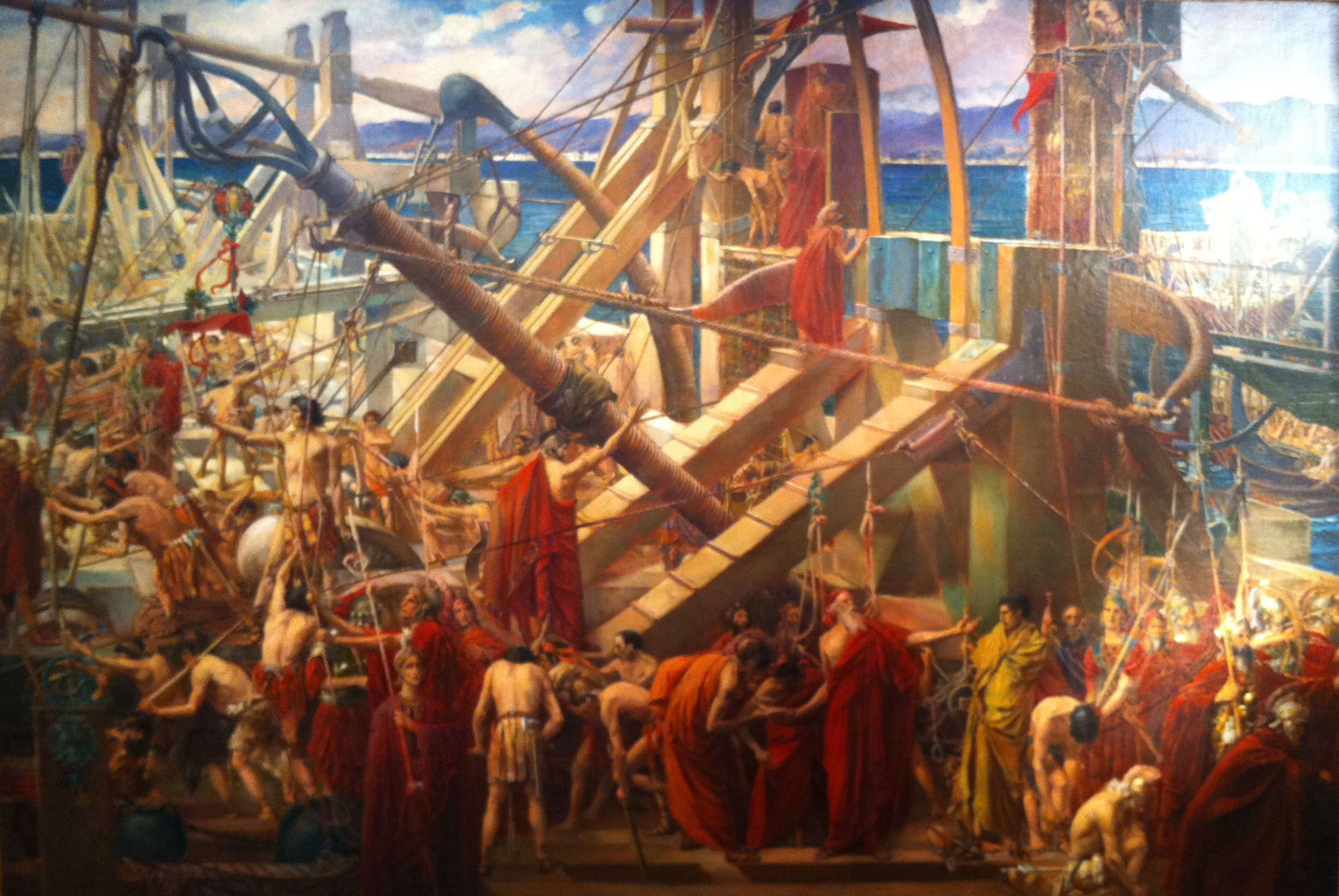
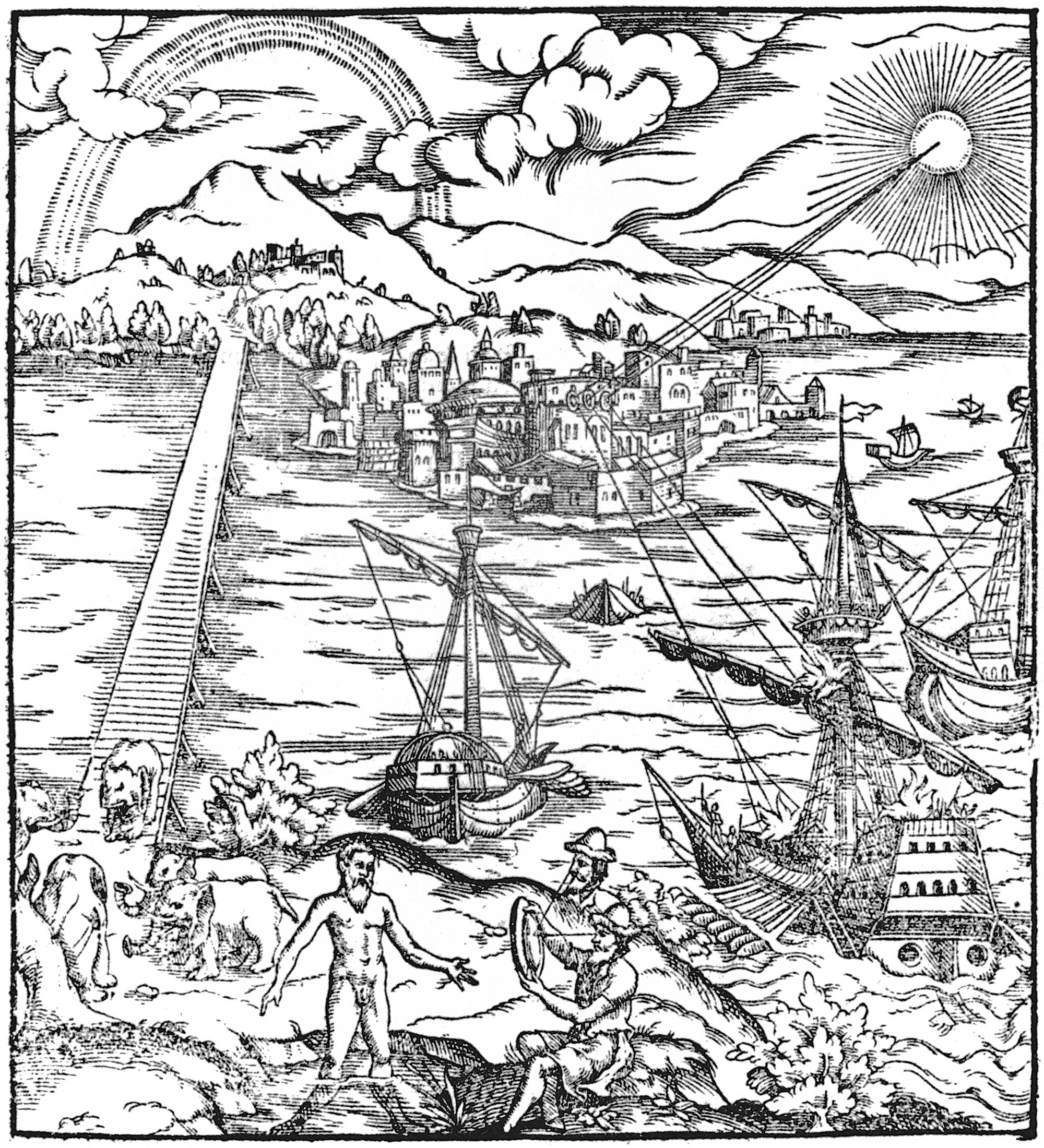
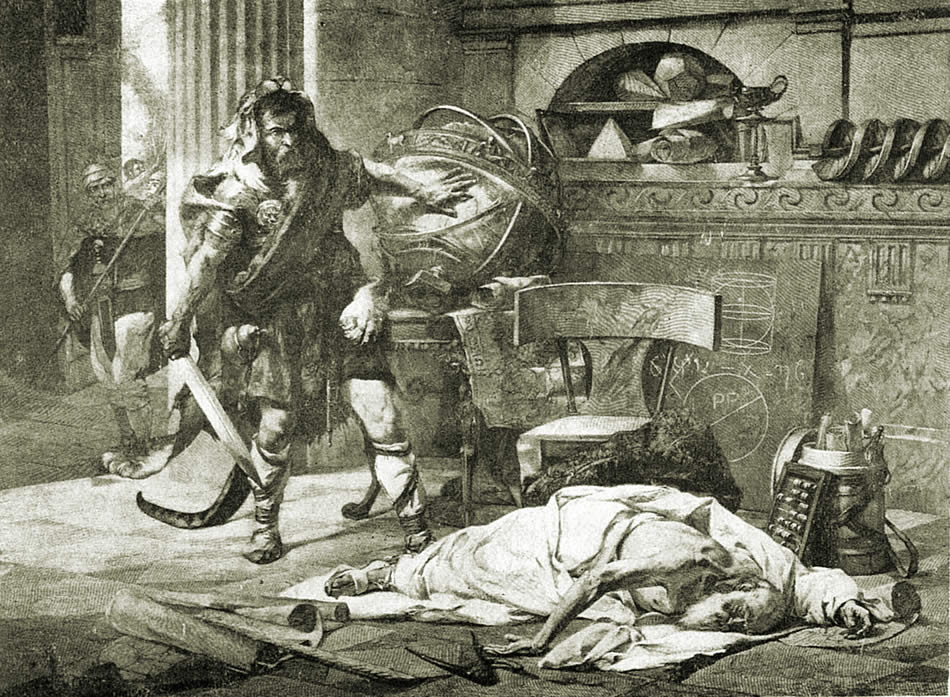